# جون ك. رايلي
جون ك. رايلي (بالإنجليزية: John C. Reilly)‏ (و. 1965 – م) هو ممثل تلفزيوني، وممثل أفلام، وممثل، ومغني، ومنتج أفلام، وممثل صوت، وكاتب سيناريو، وممثل تعبيري، وممثل مسرحي أمريكي. ولد في شيكاغو.

## التعليم
تعلم في جامعة دي بول

## مواقع خارجية
- جون ك. رايلي على موقع IMDb (الإنجليزية)
- جون ك. رايلي على موقع روتن توميتوز (الإنجليزية)
- جون ك. رايلي على موقع قاعدة بيانات الأفلام العربية
- جون ك. رايلي على موقع ألو سيني (الفرنسية)
- جون ك. رايلي على موقع ميوزك برينز (الإنجليزية)
- جون ك. رايلي على موقع تيرنر كلاسيك موفيز (الإنجليزية)
- جون ك. رايلي على موقع أول موفي (الإنجليزية)
- جون ك. رايلي على موقع بوكس أوفيس موجو (الإنجليزية)
- جون ك. رايلي على موقع قاعدة بيانات برودواي على الإنترنت (الإنجليزية)
- جون ك. رايلي على موقع قاعدة بيانات الأفلام السويدية (السويدية)